# ジャックポット (松竹芸能のお笑いコンビ)
ジャックポットは、松竹芸能に所属している日本のお笑いコンビ。

## メンバー
河野 雅治（1995年5月2日（29歳） - ）
ツッコミ担当、立ち位置は向かって左。
- 大阪府出身。
- 身長173cm、体重50kg。血液型O型。
- 趣味および特技は落語、映画鑑賞、ゲーム、音楽
- セクシービデオのおもしろシーンクイズを出せる。
- 英検2級を持っている。

澤田 和志（1995年6月7日（29歳） - ）
ボケ担当、立ち位置は向かって右。
- 兵庫県出身。
- 身長173cm、体重53kg。血液型A型。
- 日本人相能力検定1級を持っている
- 趣味および特技は落語（近畿大学で落研に所属）・サッカー・卓球・硬式テニス・ラップ
- 滑舌がよく、早口言葉で噛まない
- ブラックでんじろう先生の怖い夢を見たため、ビリビリペンが苦手。

## 概要
2017年にコンビ結成。2022年に、松竹芸能内の結成５年以内のお笑いコンビ「シブオンプ」「ジャックポット」、ピン芸人のくわがた心と、日本放送作家協会関西支部お笑いユニット「BAKUCHIKU」を結成。同年12月、はじめて大阪市の心斎橋角座で定期ライブを開催した。2023年にはABCお笑いグランプリで最終予選に進出した。

## 賞レース戦歴

### M-1グランプリ
| 年度   | 結果      | エントリー No. | 会場                   | 日程     |
| ------ | --------- | -------------- | ---------------------- | -------- |
| 2017年 | 1回戦敗退 | 1420           | 大丸心斎橋劇場         | 9月4日   |
| 2018年 | 2回戦進出 | 983            | YES THEATER            | 10月11日 |
| 2019年 | 2回戦進出 | 2231           | 朝日生命ホール         | 10月8日  |
| 2020年 | 1回戦敗退 | 1239           | 朝日生命ホール         | 9月23日  |
| 2021年 | 1回戦敗退 | 1445           | SPACE 14               | 9月22日  |
| 2022年 | 2回戦進出 | 1153           | 森ノ宮よしもと漫才劇場 | 10月14日 |

### その他賞レース
- 2023年 第44回 ABCお笑いグランプリ 最終予選進出[5]
- 2020年 カドキング2020 決勝進出[6]

## 芸風
- パスタで言うならば、アサリのスープパスタ。[2]
- 日常切り取り系コント師[2]